# Râul Egher, Tur
Râul Egher este un râu afluent al râului Tur. 